# Žatec (hradiště)
Žatec je pravěké a raně středověké hradiště, které stávalo na území stejnojmenného města v okrese Louny v Ústeckém kraji. Místo bylo opevněno už na přelomu pozdní doby halštatské a časné době laténské. Podruhé zde opevnění vzniklo v desátém století, kdy se Žatec zařadil mezi významná přemyslovská správní centra. Ve vrcholném středověku byl na místě hradiště postaven žatecký hrad a samotné město Žatec.

## Historie
Ostrožna nad zákrutem Ohře byla poprvé opevněna v pozdní době halštatské a časné době laténské (600–400 př. n. l.). V osmém a devátém století na ostrožně existovala pravděpodobně neopevněná osada, kterou v první polovině desátého století nahradilo mohutně opevněné hradiště. Podle dendrochronologického datování kmenů hradby předhradí byly použité stromy pokáceny v rozmezí let 925–937 až 929–935. Hradiště tak bylo založeno nejspíše na počátku vlády knížete Boleslava I.
Podle Widukindovy kroniky nechal Boleslav I. postavit tzv. Nový hrad („urbs que nuncupabatur Nova“ – hrad, který se nazývá Nový). V polovině července roku 950 byla pod tímto hradem uzavřením míru ukončena čtrnáctiletá válka mezi Boleslavem a králem Otou I. Král u hradu zřejmě vydal listinu pro klášter svatého Jimrama v Řezně, protože místo uvedené v listině, „Beheim, suburbio Niuunburg“, je pravděpodobně totožné s Widukindovým Novým hradem. Poloha hradu je neznámá, ale podle směru pohybu Otova vojska z Durynska přes Čechy do Saska jej lze hypoteticky spojovat s tehdy nedávno založeným Žatcem.
První písemná zmínka o Žatci pochází z roku 1004, kdy jej obsadil polský kníže Boleslav Chrabrý, proti kterému vytáhli český kníže Jaromír s císařem Jindřichem II. V té době už Žatec patřil mezi hlavní správní centra hradské soustavy.
Nejspíše už ve dvanáctém století byl na akropoli hradiště založen vrcholně středověký hrad Žatec, zmíněný poprvé roku 1404. V jeho předpolí vzniklo město, jehož historické centrum pohltilo pozůstatky staršího hradiště.

## Stavební podoba

### Desáté století
Ostrožna, na které Žatec stojí, převyšuje krajinu v okolí Ohře více než o třicet metrů. Hradiště bývalo dvoudílné. Na severní části ostrožny se nacházela akropole, jejíž příčné opevnění probíhalo přibližně před severním průčelím žatecké radnice. Tvořila jej hradba s roštovou konstrukcí vyplněnou hlínou a s čelní zdí z nasucho kladených kamenů, před kterou vedl dvanáct metrů široký a čtyři metry hluboký příkop s plochým dnem. Jižně od akropole bývalo předhradí. Jeho opevnění s podobnou konstrukcí hradby bylo odkryto ve dvoře Městského divadla v Dvořákově ulici a v poloze Za střelnicí. Jeho průběh se tedy shodoval s hradbami středověkého města. Celková chráněná plocha dosahovala patnácti hektarů.
Na akropoli je v desátém století doložena existence knížecího dvorce. V předhradí stály řídce rozmístěné usedlosti. Jedna z nich se nacházela v místech Chelčického náměstí. Tvořily ji srubové stavby a její dvůr byl dlážděn říčními valouny. Předpokládá se také, že už v té době na hradišti stál kostel, pravděpodobně v místech mladšího kostela Nanebevzetí Panny Marie.
V blízkosti jihozápadní části hradby, mimo opevněnou plochu, stával další velmožský dvorec chráněný šest metrů širokým příkopem a další osada se nacházela v podhradí v blízkosti Ohře.

### Jedenácté a dvanácté století
Starý knížecí dvorec nahradil v posledních dvaceti letech desátého století nový dřevěný palác v jižní části Žižkova náměstí. Dvorec chránila palisáda a severně od ní stával kamenný kostel. Přístup k Ohři umožňoval vstup do hradiště v místech Kněžské brány.
Na malém trojúhelníkovém rozšíření Dvořákovy ulice stál další palisádou opevněný dvorec s kostelem svatého Víta. Jeho předchůdcem bývala kovárna, kterou v první polovině jedenáctého století nahradil dřevěný kostel, který však brzy vyhořel, a ještě před polovinou jedenáctého století zde vyrostla zděná stavba. Loď měla rozměry 6,5 × 9 metrů a podlahu dlážděnou plochými kameny. Půdorys kostela je vyznačen v dlažbě náměstí. V blízkosti kostela bývalo pohřebiště.
Jiný dvorec s kostelem neznámého zasvěcení a pohřebištěm stál už od první poloviny jedenáctého století v místech Chelčického náměstí. Na počátku dvanáctého století byla jednoduchá kostelní stavba rozšířena o věž.
Vnější neopevněné předhradí bylo od konce desátého století významným hutnickým a kovářským střediskem. V roce 1937 byl na Chmelařském náměstí objeven poklad stříbrných a zlatých mincí, hřiven a šperků s celkovou hmotností asi tři kilogramy. Kromě jiného obsahoval 357 převážně českých denárů, dvojici dutých křížků ze stříbrného plechu, závěsnou toaletní soupravu, dva zlaté prsteny, stříbrné perly, větší množství náušnic, záúšnic a svazky stříbrného drátu.